# Roberto Rospigliosi Portal
Roberto Sebastián Rospigliosi Portal (Lima, 21 gennaio 1910 – Lima, 18 dicembre 1958) è stato un cestista peruviano.

## Carriera
Con il Perù ha preso parte alle Olimpiadi del 1936.